# Striga elegans
Striga elegans är en snyltrotsväxtart som beskrevs av George Bentham. Striga elegans ingår i släktet Striga och familjen snyltrotsväxter. Inga underarter finns listade i Catalogue of Life.